# Erythrura kleinschmidti
Il diamante di Kleinschmidt, conosciuto anche come diamante beccorosa o diamante picchio (Erythrura kleinschmidti Finsch, 1878) è un uccello passeriforme della famiglia degli Estrildidi.

## Tassonomia
Inizialmente ascritto al genere Amblynura, la specie (assieme a molte delle sue congeneri) è stata poi spostata nel genere Erythrura, al quale viene ascritta attualmente.
Il nome scientifico della specie venne scelto da Otto Finsch, il primo a descriverla scientificamente, in onore del missionario ed ornitologo Otto Kleinschmidt, che la scoprì nel 1877.

## Distribuzione edhabitat
Il diamante di Kleinschmidt è endemico delle Figi, dove storicamente è stato ritenuto diffuso unicamente nella porzione orientale dell'isola di Viti Levu, sebbene attualmente si ritenga che il suo areale abbracci l'intera isola, oltre al vicino arcipelago delle Yasawa, dove la specie è stata osservata nel 2012.
L'habitat di questa specie è rappresentato dalle aree di foresta primaria, mentre si adatta a vivere (pur senza riprodurvisi) anche nelle aree di foresta secondaria.

## Descrizione

### Dimensioni
Misura circa 11 cm di lunghezza, coda compresa.

### Aspetto

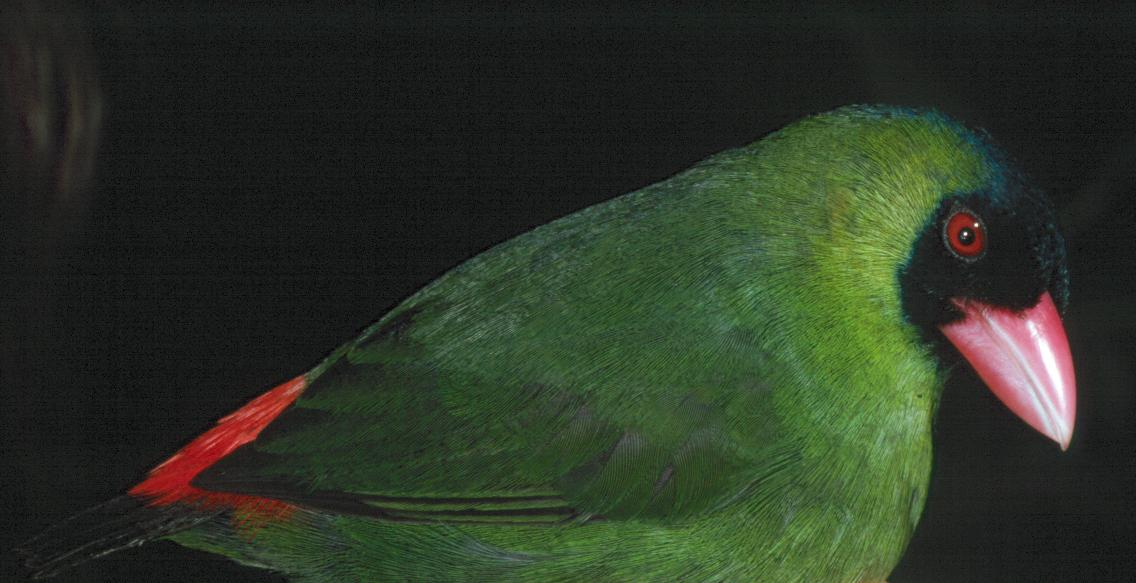
Profilo di un diamante di Kleinschmidt, che mette in evidenza il grosso becco.

Il diamante di Kleinschmidt è un uccello di aspetto massiccio, con corta coda squadrata ed un grosso becco allungato.
Il piumaggio è di colore verde oliva su tutto il corpo, con una mascherina nera sulla faccia che sfuma nel blu scuro  su fronte e vertice, mentre il codione è rosso e la coda è nera. Gli occhi sono bruno-rossicci, le zampe sono di colore carnicino-rosato, il becco è di un tipico colore rosa negli adulti, mentre nei giovani esso si presenta di colore giallo-arancio e con punta scura.

## Biologia
Si tratta di uccelli che vivono solitari od in coppie, di abitudini sedentarie e che al di fuori del periodo riproduttivo tollerano senza grossi problemi la presenza di esemplari di altre specie o di conspecifici, pur essendo molto timidi e riservati.

### Alimentazione
Sebbene un tempo si pensasse a questi uccelli come a dei mangiatori specializzati di fichi, è stato appurato che a differenza della maggior parte delle specie congeneri (e degli estrildidi in generale) il diamante di Kleinschmidt ha una dieta essenzialmente insettivora. Questi uccelli sono soliti muoversi lungo i tronchi e fra le liane utilizzando il forte becco per scandagliare le cortecce similmente a quanto fanno i picchi, alla ricerca di insetti (soprattutto cocciniglie) o delle loro larve: non disdegnano però di mangiare frutti ed altro materiale di origine vegetale, come boccioli, germogli e bacche. Sebbene cerchi il suo cibo prevalentemente fra gli alberi, questo uccello può nutrirsi anche al suolo, scandagliando la vegetazione e le foglie morte col becco.

### Riproduzione
FInora è stato osservato un unico nido ascrivibile con sicurezza a questa specie: esso era costituito da foglie allungate (fra le quali anche foglie di bambù), licheni e ramoscelli disposti a formare una struttura sferica di circa 15 cm di diametro, molto simile a quanto osservabile nel congenere diamante di Peale, al quale si ritiene che le modalità riproduttive del diamante di Kleinschmidt si avvicinino molto.